# Aeronutronic

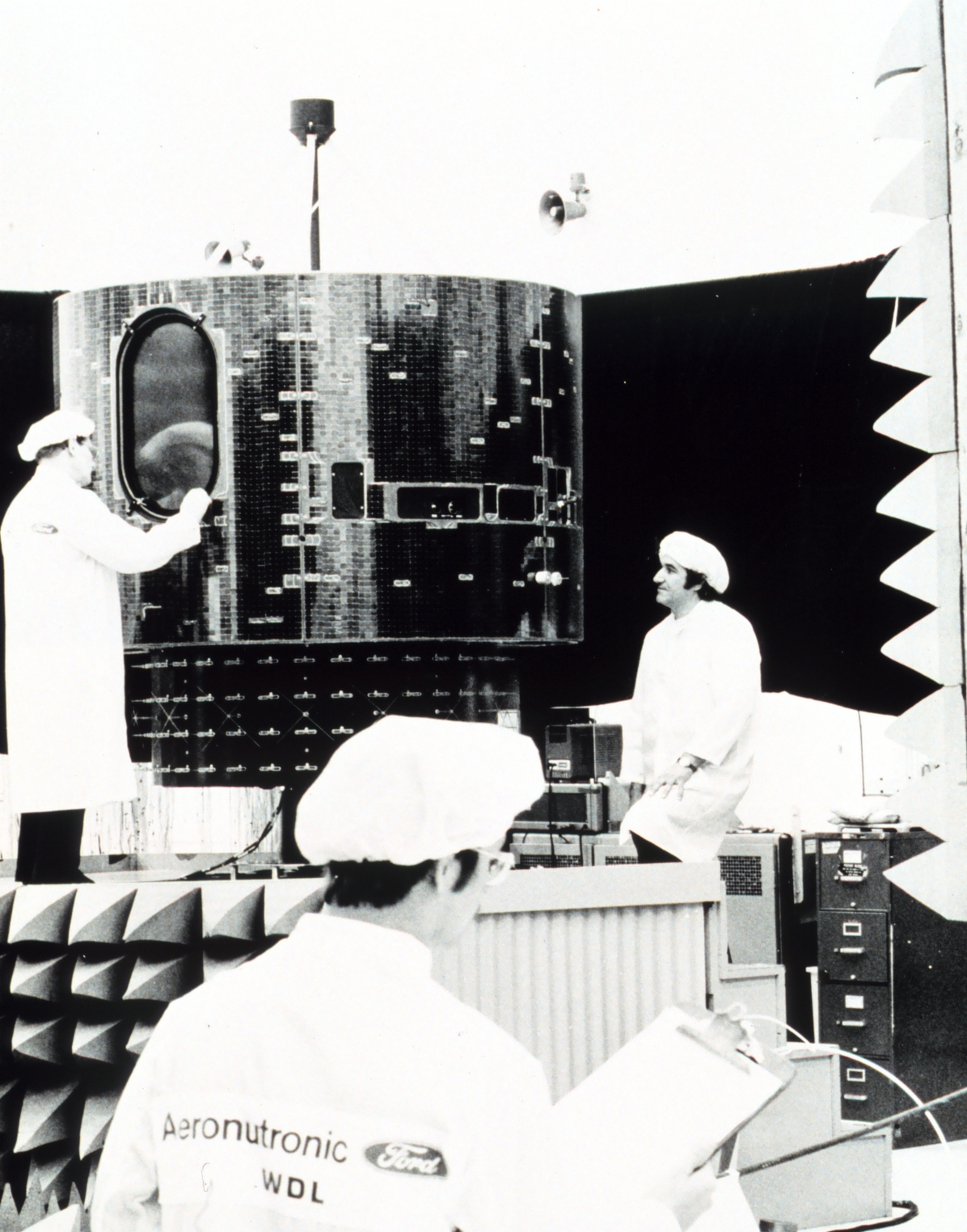
Funcionários da Aeronutronic inspecionam o satélite GOES-A

A Aeronutronic foi uma divisão da Ford Aerospace, de propriedade da Ford Motor Company, relacionada as áreas aeroespacial e de defesa. Foi criada em 1956 e e era sediada em Newport Beach, Orange County, Califórnia.
O campus do Centro de Engenharia e Pesquisa de 99 acres (40 ha) estava localizado na Jamboree Road na Ford Road, com vista para a Baía de Balboa e o Estreito de Santa Catalina do oceano Pacífico em Newport Beach. O plano diretor e os edifícios principais da instalação foram projetados pelo arquiteto modernista William Pereira em 1958.